# Wiktor Szmulewicz
Wiktor Władysław Szmulewicz (ur. 27 lipca 1958 w Bodzanowie) – polski rolnik i działacz izb rolniczych, prezes Krajowej Rady Izb Rolniczych.

## Życiorys
W 1982 ukończył studia na Wydziale Rolniczym Szkoły Głównej Gospodarstwa Wiejskiego w Warszawie. W tym samym roku zajął się prowadzeniem indywidualnego gospodarstwa rolnego. W latach 1986–1999 kierował bankiem spółdzielczym w Małej Wsi. Od 1992 do 2002 był prezesem lokalnego społecznego towarzystwa oświatowego. W latach 1997–1998 pełnił funkcję prezesa Płockiej Izby Rolniczej. W 1999 został wiceprezesem Krajowej Rady Izb Rolniczych, instytucji zrzeszającej izby rolnicze i reprezentującej ten samorząd gospodarczy. W 2006 powierzono mu obowiązki prezesa KRIR, a w 2007 wybrano na prezesa tej instytucji. Od 2011 do 2013 był także wiceprzewodniczącym Komitetu Rolniczych Organizacji Zawodowych (COPA).
Zaangażował się także w działalność polityczną w ramach Polskiego Stronnictwa Ludowego. Kandydował z ramienia tej partii m.in. w wyborach europejskich w 2009 i parlamentarnych w 2015. W latach 1990–1998 i 2006–2010 był radnym gminy Mała Wieś. Wchodził w skład rady i zarządu powiatu płockiego I kadencji.
W grudniu 2020 został powołany w skład utworzonej przez prezydenta Andrzeja Dudę Rady ds. Rolnictwa i Obszarów Wiejskich.

## Odznaczenia
Odznaczony Krzyżem Kawalerskim (2011) i Oficerskim (2021) Orderu Odrodzenia Polski. W 2002 otrzymał Srebrny Krzyż Zasługi.

## Życie prywatne
Syn Heleny i Władysława. Żonaty z Małgorzatą, ma czworo dzieci.